# China's Next Top Model (mùa 3)
Mùa thứ ba của China's Next Top Model (tiếng Trung: 娃哈哈營養果粒美丽模坊) được dựa trên chương trình America's Next Top Model của Mỹ.
Chương trình được sản xuất bởi kênh truyền hình Sichuan Satellite TV của Trung Quốc và được quay ở Thượng Hải. Các casting được tổ chức tại nhiều thành phố của Trung Quốc như: Thượng Hải, Bắc Kinh, Thành Đô, Quảng Châu. Cuộc thi bắt đầu phát sóng vào ngày 13 tháng 6 năm 2010.
Người chiến thắng của mùa này là Mao Sở Ngọc, 18 tuổi từ Thành Đô. Cô giành được:
- 1 hợp đồng với một công ty người mẫu quốc tế
- 1 hợp đồng tài năng với Phim trường Hoành Điếm
- Được chụp hình cho tạp chí Marie Claire
- Trở thành người phát ngôn cho nước uống Wahaha
- Được tham dự lễ hội thời trang của Marie Claire
- Đại diện cho Trung Quốc tham gia cuộc thi 2011 World Super Model Finals
- 1 chiếc điện thoại từ BlackBerry

## Các thí sinh
(Tuổi tính từ ngày dự thi)
| Thí sinh | Thí sinh           | Tuổi | Chiều cao              | Quê quán   | Bị loại ở | Hạng                  |
| -------- | ------------------ | ---- | ---------------------- | ---------- | --------- | --------------------- |
| 賈安琪   | Cổ An Kì           | 21   | 1,78 m (5 ft 10 in)    | Đại Liên   | Tập 4     | 12-11 (dừng cuộc thi) |
| 闫玲     | Diêm Linh          | 20   | 1,80 m (5 ft 11 in)    | Đại Liên   | Tập 4     | 12-11 (dừng cuộc thi) |
| 諸燕     | Chư Yến            | 23   | 1,75 m (5 ft 9 in)     | Thượng Hải | Tập 4     | 10                    |
| 孫悅     | Tôn Duyệt          | 21   | 1,74 m (5 ft 8+1⁄2 in) | Thanh Đảo  | Tập 5     | 9                     |
| 趙奕菲   | Triệu Dịch Phi     | 19   | 1,80 m (5 ft 11 in)    | Đại Liên   | Tập 6     | 8 (dừng cuộc thi)     |
| 史玉     | Sử Ngọc            | 20   | 1,78 m (5 ft 10 in)    | Thành Đô   | Tập 6     | 7                     |
| 晁常伊兰 | Triều Thường Y Lan | 19   | 1,80 m (5 ft 11 in)    | Vũ Hán     | Tập 7     | 6                     |
| 朱悅     | Chu Duyệt          | 18   | 1,76 m (5 ft 9+1⁄2 in) | Nam Kinh   | Tập 8     | 5                     |
| 黃琪     | Hoàng Kì           | 20   | 1,75 m (5 ft 9 in)     | Trường Sa  | Tập 10    | 4                     |
| 王聖潔   | Vương Thánh Khiết  | 21   | 1,76 m (5 ft 9+1⁄2 in) | Thanh Đảo  | Tập 11    | 3                     |
| 林嘉儀   | Lâm Gia Nghi       | 20   | 1,76 m (5 ft 9+1⁄2 in) | Quảng Châu | Tập 12    | 2                     |
| 毛楚玉   | Mao Sở Ngọc        | 18   | 1,80 m (5 ft 11 in)    | Thành Đô   | Tập 12    | 1                     |

## Các tập

### Tập 1
Khởi chiếu: 13 tháng 6 năm 2010
Hàng ngàn cô gái đã đến với vòng sơ tuyển tại Hàng Châu, Nam Kinh, Quảng Châu, Nam Ninh.
- Khách mời đặc biệt: Dương Lâm, Lương Hiểu, Đổng Phu Chinh, Kevin Yeung, Lâm Yên Ninh

### Tập 2
Khởi chiếu: 19 tháng 6 năm 2010
Vòng sơ tuyển tiếp tục tại Đại Liên, Trường Sa, Vũ Hán, Thành Đô.
- Khách mời đặc biệt: Dương Lâm, Lưu Học Đào, Kì Tân, Từ Nguyên, Trần Tường

### Tập 3
Khởi chiếu: 26 tháng 6 năm 2010
40 thí sinh bán kết từ khắp cả nước đươc gặp cố vấn Hiểu Phong tại Thượng Hải cho vòng casting cuối cùng. Sau đó, họ đã tự trang điểm và làm tóc cho mình trước khi Lý Ngãi trò chuyện cùng với họ. Các cô gái sau đó đã có thử thách trình diễn thời trang trong áo tắm và 20 cô gái đã bị loại sau phần thi này, trong khi 20 thí sinh an toàn được di chuyển tới ngôi nhà chung của họ. Sau đó, họ đã có một buổi phỏng vấn với ban giám khảo và kết quả cuối cùng là 10 thí sinh chung cuộc đã được chọn vào cuộc thi.
Ngày hôm sau, Phong đã yêu cầu 10 cô gái chung cuộc mang vali của họ ra để kiểm tra những bộ quần áo và những món đồ khác trong hành lí và cho họ biết một người mẫu nên có những bộ quần áo và những món đồ khác như thế nào trong hành lí của họ.
- Khách mời đặc biệt: Frankie Han, Đặng Lập

### Tập 4
Khởi chiếu: 3 tháng 7 năm 2010
Đây là phần tiếp theo của tập 3. Sau khi Hiểu Phong kiểm tra hành lí của 10 cô gái, họ được vào ngôi nhà chung để chọn lại giường. Sau đó, An Kì & Linh đã buộc phải dừng cuộc thi vì nhà trường họ theo học từ chối cho phép tham gia cuộc thi. Ngày hôm sau, Phong đánh thức họ dậy sớm và nhận được bất ngờ khi Dịch Phi & Ngọc sẽ thi đấu cùng với họ trong cuộc thi để thế chỗ cho An Kì & Linh. Sau đó, họ đã có một buổi học catwalk từ cố vấn La Sa và Duyệt T. bị đuổi ra ngoài vì không nghiêm túc nghe chỉ dẫn của La Sa, nhưng sau đó được quay lại buổi học vì thấy cô đang tập luyện chăm chỉ bên ngoài. Các cô gái sau đó đã có thử thách trình diễn thời trang trên sàn diễn nhỏ ở giữa hồ bơi, Dịch Phi chiến thắng thử thách và cô chọn Ngọc và Sở Ngọc để nhận thưởng là được tham dự hội chợ triển lãm Expo 2010 tại viện bảo tàng Shanghai World Expo. 
Ngày tiếp theo, họ đã gặp Phong, La Sa & Dư Thạc cho buổi chụp hình đầu tiên tạo dáng trong váy dạ hội trong gió và xung quanh những tảng băng. Vào buổi đánh giá ngày hôm sau với sự xuất hiện của giám khảo khách mời là Holy, Frankie Han & Hứa Hải Vân, Duyệt C. được gọi tên đầu tiên còn Yến là thí sinh đầu tiên bị loại.
- Nhiếp ảnh gia: Holy
- Khách mời đặc biệt: La Sa, Frankie Han, Hứa Hải Vân

### Tập 5
Khởi chiếu: 10 tháng 7 năm 2010
9 cô gái còn lại được đưa tới Trường đại học Đông Hoa và cố vấn La Sa đã yêu cầu họ hóa thành một người điên để thể hiện con người thật của mình, trước khi họ phải trang điểm giống như các con vật để chụp hình tạo dáng cùng với những người đi đường. Sau đó, họ đã có một buổi học tạo dáng, trước khi được đưa tới phòng đánh giá cho thử thách trình diễn thời trang trong khi dắt một con vật bất kì. Kết quả là Y Lan chiến thắng thử thách và cô chọn Kì & Gia Nghi để chia sẻ giải thưởng là 1 bữa tối kiểu Pháp với giám khảo Grace Han. 
Ngày hôm sau, các cô gái đã có buổi chụp hình tiếp theo cho nước uống Wahaha, khi họ sẽ hóa thân thành những vận động viên thể thao thời trang với nước bắn tung tóe hai bên. Vào buổi đánh giá ngày tiếp theo với sự xuất hiện của giám khảo khách mời là Thai Lăng Dật & Candy Lee, Dịch Phi là người có tấm ảnh đẹp nhất trong tuần này còn Duyệt T. là thí sinh tiếp theo bị loại.
- Nhiếp ảnh gia: Can Wong
- Khách mời đặc biệt: La Sa, Thai Lăng Dật, Candy Lee

### Tập 6
Khởi chiếu: 17 tháng 7 năm 2010
Sau khi Duyệt T. bị loại, 8 cô gái còn lại quay về ngôi nhà chung và Dịch Phi đã phải thu dọn hành lí và xin dừng cuộc thi do một số vấn đề trên trường học của cô. Ngày hôm sau, 7 cô gái còn lại được đưa tới tiệm salon Tony Studio cho một buổi diện mạo mới, trước khi có thử thách thử thách trình diễn thời trang với diện mạo mới của mình trước mặt Hiểu Phong, Grace Han, Tony Li và những thợ làm tóc của tiệm salon. Kết quả là Kì chiến thắng thử thách và cô chọn Gia Nghi & Y Lan để chia sẻ giải thưởng là 1 chuyến đi đến Trung tâm Tài chính Thế giới Thượng Hải. Quay về ngôi nhà chung, các cô gái có một bữa tiệc do chương trình chuẩn bị. 
Ngày tiếp theo, các cô gái được đưa tới công viên  cho buổi chụp hình tiếp theo cho nước uống Wahaha, khi họ sẽ hóa thân thành thành những yêu tinh trong khi nhảy trên tấm bạt lò xo. Vào buổi đánh giá ngày hôm sau với sự xuất hiện của giám khảo khách mời là Frankie Han & Cao Kiến, Thánh Khiết là người có tấm ảnh đẹp nhất trong tuần này còn Ngọc là thí sinh tiếp theo phải về nhà.
- Nhiếp ảnh gia: Can Wong
- Khách mời đặc biệt: Tony Li, Frankie Han, Cao Kiến

### Tập 7
Khởi chiếu: 24 tháng 7 năm 2010
6 thí sinh còn lại được đưa tới phòng tập thể dục Haohan Sports và được Grace & Hiểu Phong kiểm tra cân nặng của họ đã thay đổi ra sao trong cuộc thi, kết quả là tất cả đều đã giảm được ngoại trừ Sở Ngọc khi cân nặng của cô lại tăng lên. Sau đó, họ đã có một buổi tập thể lực với diễn viên Michael Tong & huấn luyện viên Trương Kiến và đã khiến cho các cô gái hết sức lực, thậm chí Thánh Khiết & Y Lan đã ngã khụy sau buổi tập. Họ sau đó được đưa tới Trung tâm đào tạo múa cột Huyền Nghịcho một buổi học múa cột với 2 vũ công Yến Tử & Quan Nữ, trước khi có thử thách múa cột trong một quán bar. Kết quả là Sở Ngọc chiến thắng thử thách và cô chọn Duyệt C. & Thánh Khiết để chia sẻ giải thưởng là 1 buổi thư giãn ở spa. 
Ngày hôm sau, các cô gái được đưa tới vũ trường Gosney & Kallman's Chinatown cho buổi chụp hình tiếp theo theo phong cách Moulin Rouge, khi họ sẽ hóa thân thành những burlesque gợi cảm và phải thể hiện ra một biểu cảm nhất định. Vào buổi đánh giá ngày tiếp theo với sự xuất hiện của giám khảo khách mời là Cao Kiến, Đặng Lập & Dương Phượng, Gia Nghi được gọi tên đầu tiên còn Y Lan là thí sinh tiếp theo bị loại.
- Nhiếp ảnh gia: Can Wong
- Khách mời đặc biệt: Trương Kiến, Michael Tong, Yến Tử, Quan Nữ, Cao Kiến, Đặng Lập, Dương Phượng

### Tập 8
Khởi chiếu: 31 tháng 7 năm 2010
5 cô gái còn lại đã phấn khích khi họ có 30 phút để thu dọn hành lí và đi tới Tứ Xuyên. Sau khi đến nơi, họ được đưa tới Lãng Trung cho một buổi học về điệu nhảy trống Bayu từ Hác Nhất Minh, trước khi phải thực hiện toàn bộ bài nhảy từ đầu. Sau đó, họ đã có một buổi quay quảng cáo về thành phố Lãng Trung, khi họ sẽ giới thiệu một địa điểm hoặc đặc sản bất kì và phải cố gắng nhớ hết lời thoại để có thể thực hiện trong một lần quay.
Ngày hôm sau, các cô gái đã có một buổi thư giãn ở spa. Sau đó, họ đã gặp Lý Ngãi và Dư Thạc tại Lầu cao Hoa Quang cho buổi chụp hình tiếp theo hóa thân thành những công chúa thời Trung Hoa cổ. Vào buổi đánh giá ngày tiếp theo với sự xuất hiện của giám khảo khách mời là Frankie Han & Đỗ Vũ Giai, Sở Ngọc đã ngã khụy do không khỏe trong người nhưng sau đó thì cô đã hồi phục lại. Cuối cùng, Thánh Khiết được gọi tên đầu tiên còn Duyệt C. là thí sinh tiếp theo bị loại.
- Nhiếp ảnh gia: Holy
- Khách mời đặc biệt: Hác Nhất Minh, Frankie Han, Đỗ Vũ Giai

### Tập 9
Khởi chiếu: 7 tháng 8 năm 2010
4 cô gái còn lại được đưa tới Thành Đô và sau khi tới nơi, họ được đưa tới một khu trung tâm mua sắm cho thử thách hóa thân thành manơcanh sống trong 3 phút trước sự chú ý của người đi đường. Sau đó, họ được đi đến một trại quân sự cho một buổi học catwalk đặc trưng của những nhãn hàng thời trang hàng đầu từ Lý Ngãi & Dư Thạc, trước khi có thử thách trình diễn thời trang trong những kiểu trang phục khác nhau. Kết quả là các cô gái đều không thể hiện tốt nên Lý Ngãi quyết định cho họ vào doanh trại để tập luyện từ sĩ quan Dương Giáo Quan. Ngày hôm sau, họ gặp lại Lý Ngãi & Dư Thạc tại một khu doanh trại cho buổi chụp hình tiếp theo hóa thân thành nữ quân đội, khi họ sẽ tạo dáng theo nhóm với 3 người đứng sau tạo dáng làm nền cho người đứng chính.
Ngày tiếp theo, họ đã quay về Thượng Hải cho buổi đánh giá với sự xuất hiện của giám khảo khách mời là Khương Nguyệt Huy & Dương Phượng, Gia Nghi được gọi tên đầu tiên còn Kì & Sở Ngọc rơi vào cuối bảng nhưng Lý Ngãi đó thông báo với họ là sẽ không có ai ra về lần này. Tuy nhiên, vì vấn đề về cân nặng ở vài tập trước, Sở Ngọc đang đứng trước nguy cơ bị loại nếu cô không giảm được cân lần này. Khi họ mang chiếc cân tới, Sở Ngọc đứng lên cân để đo và kết quả là cô giảm được cân, đồng nghĩa với việc là cô sẽ được ở lại cuộc thi. 
- Nhiếp ảnh gia: Reno
- Khách mời đặc biệt: Dương Giáo Quan, Khương Nguyệt Huy, Dương Phượng

### Tập 10
Khởi chiếu: 14 tháng 8 năm 2010
4 cô gái còn lại được đưa tới studio nhảy Neverover Dance Space cho một buổi học catwalk cho đúng cách và cách xử lí quần áo trên sàn diễn từ cố vấn La Sa. Sau đó, họ được đưa tới studio chụp ảnh cưới Rulli cho thử thách trở thành cố vấn sáng tạo khi phải hướng dẫn tạo dáng cho một người lạ trong buổi chụp ảnh biểu hiện cảm xúc, Sở Ngọc chiến thắng thử thách và nhận được 1 sợi dây chuyền từ Mikaniki. Quay về ngôi nhà chung, La Sa & Hiểu Phong đến thăm họ để tập luyện lại phần catwalk trên cầu thang và trên băng chuyền, trước khi từng người một sẽ có một khoảng thời gian nói chuyện riêng với cố vấn La Sa.
Ngày hôm sau, các cô gái được đưa tới công viên giải trí Happy Valley Shanghai cho buổi chụp hình tiếp theo cho ảnh bìa tạp chí Marie Claire, khi họ sẽ hóa thân thành những người biểu diễn xiếc thời trang trong rạp xiếc. Vào buổi đánh giá ngày tiếp theo với sự xuất hiện của giám khảo khách mời là Candy Lee & Cát Manh, Sở Ngọc được gọi tên đầu tiên còn Kì là cô gái tiếp theo phải ra về.
- Nhiếp ảnh gia: Phương Lương
- Khách mời đặc biệt: La Sa, Desmond Chu, Candy Lee, Cát Manh

### Tập 11
Khởi chiếu: 28 tháng 8 năm 2010
3 cô gái còn lại được đưa đến trụ sở của Wahaha để lập ý tưởng của mình cho buổi quay quảng cáo của nước uống Wahaha. Sau đó, họ được đưa tới một khu trung tâm thương mại để tự mua trang phục cho mình cho buổi quay quảng cáo. Ngày hôm sau, họ được đưa tới Học viện Hý kịch Thượng Hải cho buổi học về diễn xuất từ cựu diễn viên Vương Hống, trước khi đưa tới studio nhảy Neverover Dance Space cho buổi học nhảy vũ đạo với vũ công Viên Phi.
Ngày tiếp theo, các cô gái được đưa tới phố ẩm thực Sangangli cho buổi quay quảng cáo cho nước uống Wahaha. Vào buổi đánh giá với sự xuất hiện của giám khảo khách mời là Frankie Han, Sở Ngọc là thí sinh vào chung kết đầu tiên, Gia Nghi là thí sinh tiếp theo còn Thánh Khiết là thí sinh cuối cùng phải ra về.
- Khách mời đặc biệt: Diệp Tranh, Vương Hống, Viên Phi, Frankie Han

### Tập 12
Khởi chiếu: 4 tháng 9 năm 2010
Gia Nghi & Sở Ngọc được gặp Hiểu Phong cùng với những thí sinh bị loại trước đó, trước khi có một buổi tập dượt từ giám khảo Grace. Sau đó, họ đã có một buổi trình diễn thời trang cuối cùng trong 4 trang phục khác nhau: áo tắm, váy đen nhỏ, xường xám và váy dạ hội.
Vào buổi đánh giá cuối cùng ngày hôm sau với sự xuất hiện của giám khảo khách mời là Candy Lee, Dương Lỗi, Diệp Tranh & Lương Huy, Sở Ngọc trở thành quán quân thứ ba của chương trình.
- Khách mời đặc biệt: Candy Lee, Dương Lỗi, Diệp Tranh, Lương Huy

## Thứ tự gọi tên
| Thứ tự | Tập         | Tập         | Tập         | Tập         | Tập         | Tập         | Tập         | Tập         | Tập         | Tập      | Tập | Tập |
| Thứ tự | 3           | 4           | 5           | 6           | 7           | 8           | 9           | 10          | 11          | 12       |     |     |
| ------ | ----------- | ----------- | ----------- | ----------- | ----------- | ----------- | ----------- | ----------- | ----------- | -------- | --- | --- |
| 1      | Sở Ngọc     | Duyệt C.    | Dịch Phi    | Thánh Khiết | Gia Nghi    | Thánh Khiết | Gia Nghi    | Sở Ngọc     | Sở Ngọc     | Sở Ngọc  |     |     |
| 2      | Gia Nghi    | Gia Nghi    | Sở Ngọc     | Sở Ngọc     | Sở Ngọc     | Kì          | Thánh Khiết | Thánh Khiết | Gia Nghi    | Gia Nghi |     |     |
| 3      | Thánh Khiết | Dịch Phi    | Gia Nghi    | Kì          | Duyệt C.    | Sở Ngọc     | Kì          | Gia Nghi    | Thánh Khiết |          |     |     |
| 4      | Y Lan       | Y Lan       | Y Lan       | Y Lan       | Thánh Khiết | Gia Nghi    | Sở Ngọc     | Kì          |             |          |     |     |
| 5      | Yến         | Sở Ngọc     | Ngọc        | Duyệt C.    | Kì          | Duyệt C.    |             |             |             |          |     |     |
| 6      | Linh        | Thánh Khiết | Duyệt C.    | Gia Nghi    | Y Lan       |             |             |             |             |          |     |     |
| 7      | An Kì       | Ngọc        | Kì          | Ngọc        |             |             |             |             |             |          |     |     |
| 8      | Duyệt C.    | Duyệt T.    | Thánh Khiết | Dịch Phi    |             |             |             |             |             |          |     |     |
| 9      | Kì          | Kì          | Duyệt T.    |             |             |             |             |             |             |          |     |     |
| 10     | Duyệt T.    | Yến         |             |             |             |             |             |             |             |          |     |     |
| 11     |             | An Kì Linh  |             |             |             |             |             |             |             |          |     |     |
| 12     |             | An Kì Linh  |             |             |             |             |             |             |             |          |     |     |

     Thí sinh dừng cuộc thi
     Thí sinh bị loại
     Thí sinh ban đầu bị loại nhưng được cứu
     Thí sinh chiến thắng cuộc thi
- Ở tập 4, Linh & An Kì dừng cuộc thi và họ được thay thế bởi Dịch Phi & Ngọc.
- Ở tập 6, Dịch Phi dừng cuộc thi.
- Trong tập 9, Kì & Sở Ngọc rơi vào cuối bảng, nhưng Lý Ngãi đã thông báo rằng là sẽ không có ai bị loại hết trừ Sở Ngọc, vì tuần trước ban giám khảo yêu cầu cô nếu giảm được cân nặng của mình thì sẽ không bị loại, và cô đã giảm được.

### Buổi chụp hình
- Tập 4: Đầm dạ hội sang trọng trong hầm đá
- Tập 5: Tạo dáng trong đồ thể dục với tác động của nước cho Wahaha
- Tập 6: Yêu tinh trên không cho Wahaha
- Tập 7: Biểu cảm của burlesque ở Moulin Rouge
- Tập 8: Quảng cáo về thành phố Lãng Trung; Công chúa thời Trung Hoa cổ
- Tập 9: Quân đội chiến đấu theo nhóm
- Tập 10: Ảnh bìa tạp chí Marie Claire
- Tập 11: Quảng cáo cho nước uống Wahaha

### Diện mạo mới
- Duyệt C.: Tóc nâu xù
- Gia Nghi: Tóc bob nâu với tầng ngắn
- Kì: Nhuộm 2 tông màu
- Ngọc: Cắt ngắn 1 khúc và cắt đều ở phía dưới tóc
- Sở Ngọc: Nhuộm nâu đỏ
- Thánh Khiết: Cắt ngắn và nhuộm vàng ở 1 bên
- Y Lan: Cắt ngắn tới cằm và nhuộm nâu